# فرناندو بلتران جونيور
فرناندو بلتران جونيور (بالإسبانية: Fernando Beltrán, Jr.)‏ مواليد 18 أغسطس 1981 في ولاية سينالوا، المكسيك، هو ملاكم محترف مكسيكي يصنف ضمن فئة الوزن الخفيف.

## إحصائيات
خاض خلال مسيرته 41 نزالا، فاز في 34 وتعادل في 1 وخسر في 5. فاز بالضربة القاضية في 19 نزالا.

## روابط خارجية
- فرناندو بلتران جونيور على موقع بوكس ريك (الإنجليزية) (registration required)